# 1720 års överflödsförordning
1720 års överflödsförordning var en historisk svensk överflödsförordning, införd 1720 och avskaffad 1739.  Den tillhörde de största överflödsförordningar som infördes i Sverige, och den största sedan 1664 års överflödsförordning. 
Mellan 1720 och 1794 utfärdades 58 överflödsförordningar, av vilka de mest omfattande var 1720, 1731, 1766 och 1794.  
Lagen reglerade vilka typer av kläder som fick bäras utifrån samhällsklass, och förbjöd användningen av siden till kläder för tjänare.  Förordningen gällde till 1739, då den upphävdes.  